# 쉬서우성
쉬서우성(중국어: 徐守盛, 병음: Xú Shǒushèng, 1953년 1월 23일 ~ 2020년 12월 5일)은 중화인민공화국의 정치인이다. 간쑤성 성장과 후난성 성장을 거쳐 후난 성 당위원회 서기를 역임했다.

## 생애
장쑤성 루둥현에서 태어났다. 쉬서우성은 처음 몇 년간은 고향 루둥현에서 일을 시작했고 정치적으로 바닥에서부터 단계를 밟아가며 성장했다. 1973년 10월 중국 공산당에 입당했고 인민공사 대대지부 부서기와 향당위 부서기, 향혁명위원회 주임, 현위원회 상무위원과 부서기 부현장 등을 지냈다. 1985년 10월, 루둥현 현장을 역임했다. 1990년 중국공산당 루둥현 현위원회 서기를 하며 허페이농촌경제관리간부학원(현재의 안후이농업관리간부학원)에서 농업경제학을 공부했다. 1991년 중국공산당 롄윈강시 시위원회 부서기와 시장을 거쳐 1996년에 쑤첸시 당위원회 서기가 되었다. 같은 시기 인민대표대회 상무위원회 주임을 지냈다. 2000년 12월 장쑤성 성위원회 상무위원 겸 성농촌공작영도소조 부조장과 빈곤퇴치를 위한 영도소조 조장을 지냈다.
2001년 9월 중국공산당 간쑤성 성위원회 상무위원과 성위 조직부 부장을 지냈고 2003년 간쑤성 성상무위원회 부성장을 겸했다. 2006년 간쑤성 성장 루하오가 간쑤성 당위원회 서기로 자리를 옮겼을 때 성위원회 부서기 겸 성장 대행을 지냈으며 2007년 1월, 공식적으로 간쑤성 성장에 선출되었다. 2010년 5월, 중국공산당 후난성 성위원회 부서기로 임명되었고 성장 대행을 지냈고 같은해 9월 후난성 성장으로 선출되었다. 2013년 4월 쉬서우성은 중국공산당 후난성 성장에서 물러나 성위원회 서기로 승진했고 후난성 인민대표대회 주임을 겸했다. 2016년 8월 후난성 성위원회 서기에서 물러났다.
2016년 9월 3일, 제12기 전국인민대표대회 상무위원회 22차회의에서 제12기 전국인민대표대회 농업 및 농촌위원회 부주임 위원으로 선출되었다. 2020년 12월 5일 장쑤성 난징시에서 지병으로 별세하였다.